# Habronattus klauseri
Habronattus klauseri là một loài nhện trong họ Salticidae.
Loài này thuộc chi Habronattus. Habronattus klauseri được Elizabeth Maria Gifford Peckham & George William Peckham miêu tả năm 1901.

## Hình ảnh

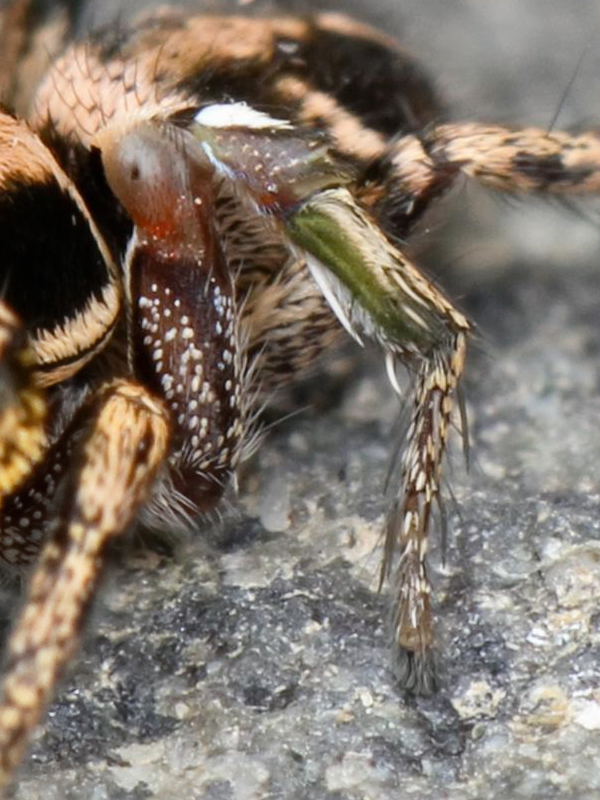
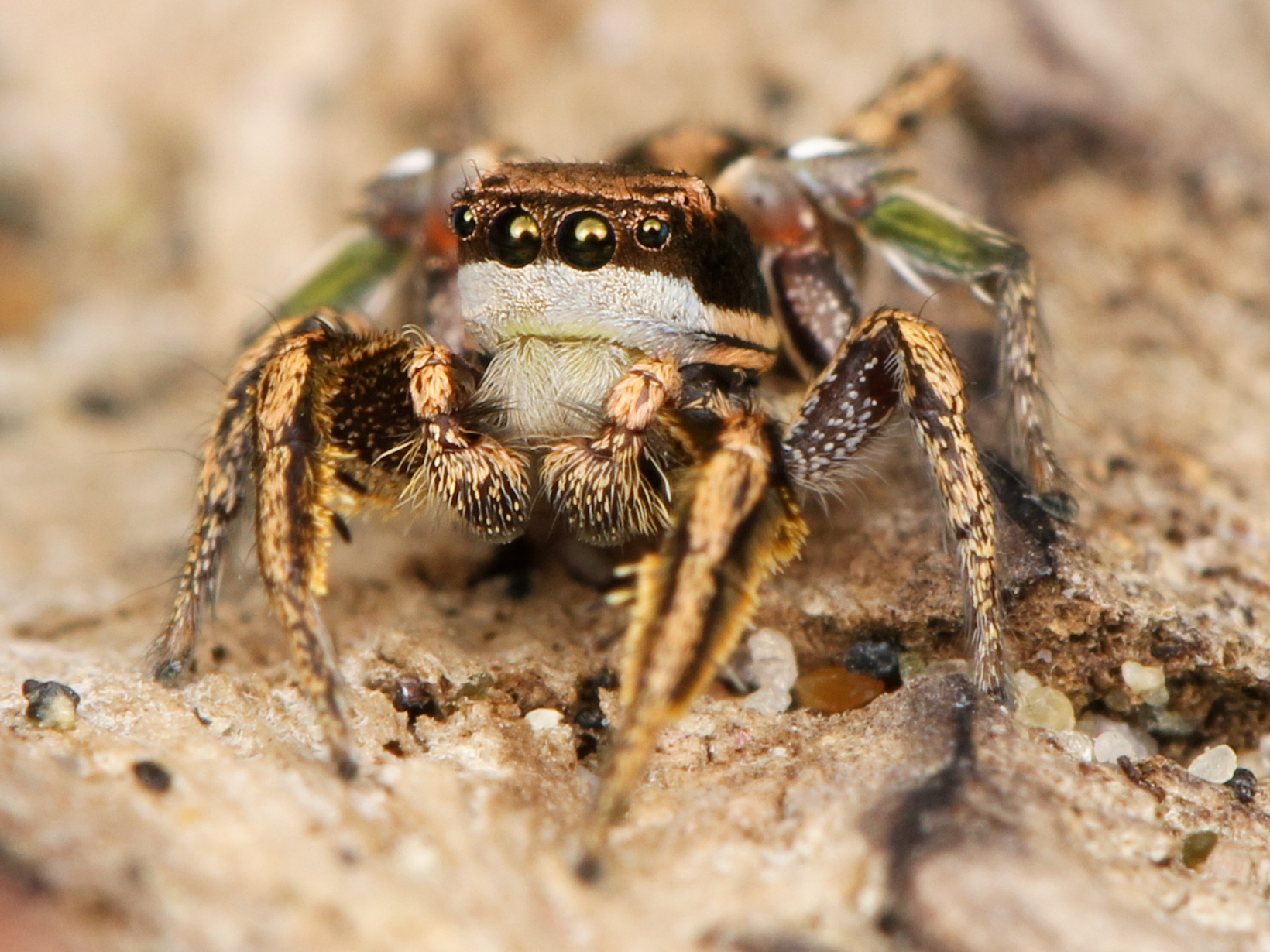
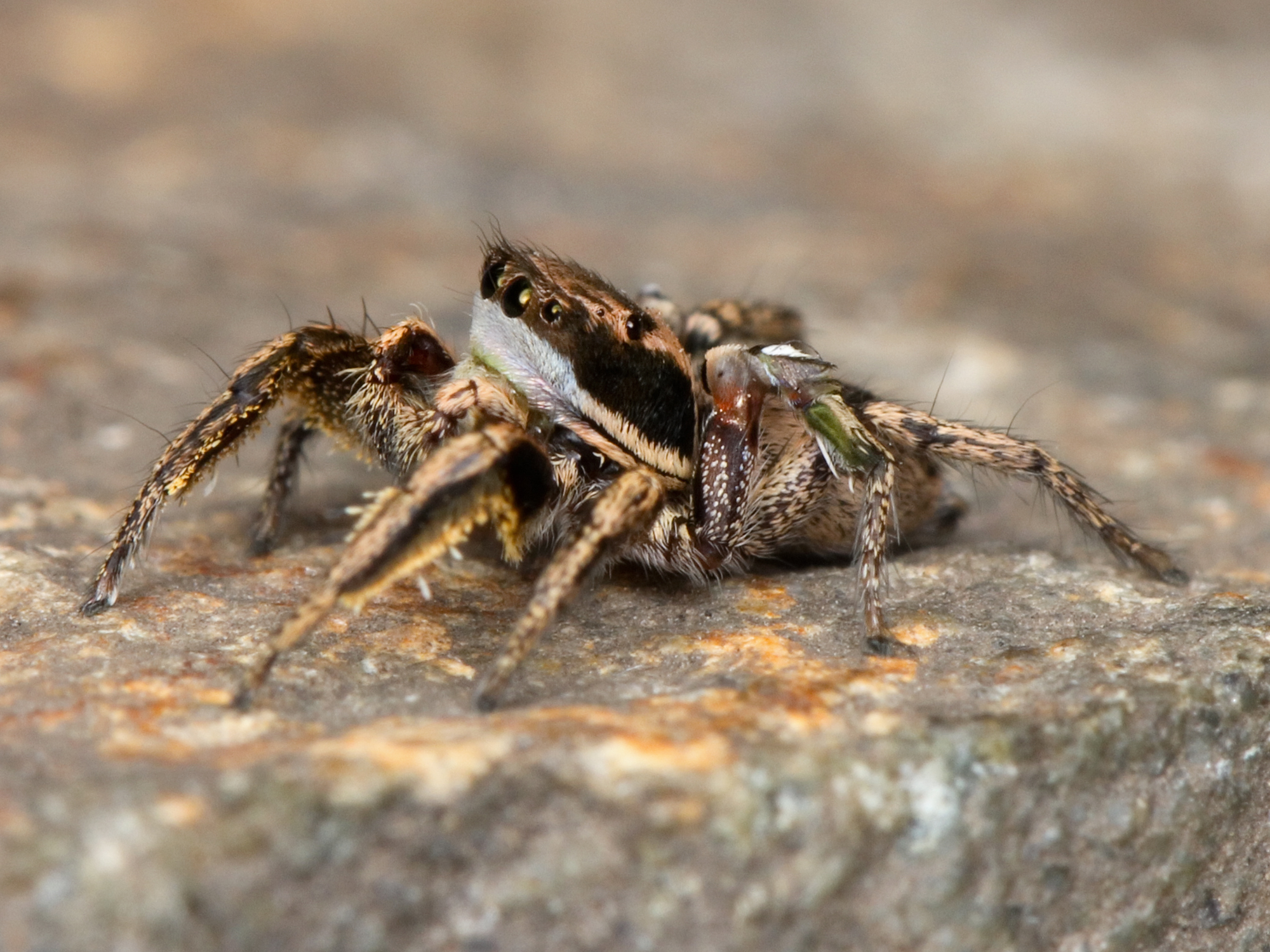
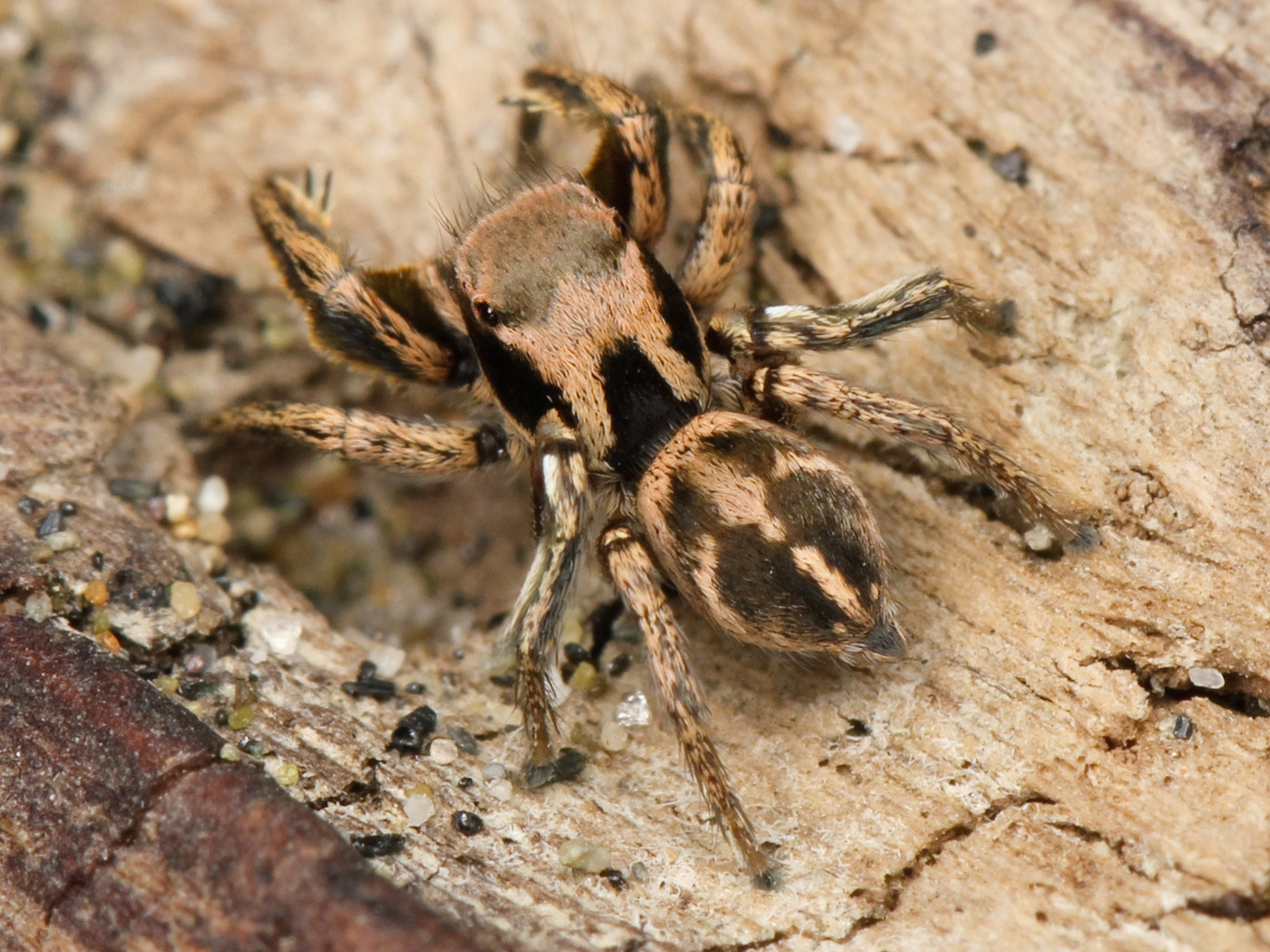